# Miss Latinoamérica 2016
La 5° edición del concurso Miss Latinoamérica se realizará el 1 de octubre de 2016 en el Fantastic Casino de la Ciudad de Panamá, Panamá, en donde 20 chicas representantes de diferentes países y territorios autónomos latinoamericanos concursaron en el certamen. Al final de evento Ana Carolina Moura, Miss Latinoamérica 2015 de Brasil coronó a su sucesora Victoria Arcia de Curazao como la nueva Miss Latinoamérica 2016.
El concurso fue transmitido a través de la cadena panameña NEXtv Canal 21.

## Posiciones
| Resultado                   | Delegada                                        |
| Miss Latinoamérica 2016     | Curazao - Victoria Arcia                        |
| Virreina Latinoamérica 2016 | Uruguay - Lucia Pessi                           |
| Princesa Latinoamérica      | República Dominicana - Melissa Santos D`Auvray  |
| 1.ª. Finalista              | Perú - Jasmin Tijero                            |
| 2.ª. Finalista              | Ecuador - Andreína González Moran               |
| 3.ª. Finalista              | Panamá- Alexandra Arosemena                     |
| 4.ª. Finalista              | USA Latina - Nicole Sabrina Ceballos Florenzano |

## Premios Especiales
| Premio             | Candidata                                      |
| Mejor Sonrisa      | Perú - Jasmin Tijero                           |
| Mejor Rostro       | Uruguay - Lucia Pessi                          |
| Mejor Piel         | USA Latina - Nicole Ceballos                   |
| Mejor Cabellera    | Costa Rica - Estefanie Martínez                |
| Mejor Silueta      | Curazao - Victoria Arcia                       |
| Mejor Pasarela     | Bélgica - Michelle                             |
| Mejor Proyección   | Paraguay - Maria Jose Lopetegui Boscàn         |
| Miss Fotogénica    | Uruguay - Lucia Pessi                          |
| Mejor Traje Típico | Panamá- Alexandra Arosemena                    |
| Miss Elegancia     | República Dominicana - Melissa Santos D`Auvray |
| Miss Internet      | República Dominicana - Melissa Santos D`Auvray |
| Miss Amistad       | Argentina - Sofia Alejandra Rojas              |

## Candidatas
20 candidatas han sido confirmadas: y
| !País/Territorio     | Candidata                          | Edad | Estatura | Medidas      |
| -------------------- | ---------------------------------- | ---- | -------- | ------------ |
| Argentina            | Sofia Alejandras Rojas             | 23   | 1,73 m   | 84 - 56 - 88 |
| Aruba                | Barbara Rodríguez                  | 23   | 1,70 m   | 90 - 64 - 92 |
| Bélgica              | Michelle Silva                     | 18   | 1,76 m   | 91 - 63 - 92 |
| Bolivia              | Cecilia Taboada Sánjinez           | 24   | 1,72 m   | 90 - 60 - 92 |
| Brasil               | Jucyelle Pereira Santos            | 21   | 1,75 m   | 90-60-92     |
| Costa Rica           | Stephanie Martinez                 | 23   | 1,76 m   | 89-61-91     |
| Curazao              | Victoria Arcia                     | 22   | 1,76 m   |              |
| Cuba                 | Emily Collado                      | 2    | 1,70 m   | 90-60-92     |
| Ecuador              | Andreina González Moran            | 25   | 1,76 m   | 84-62-90     |
| El Salvador          | Madeline Alejandra Guardado Flores |      | 1,75 m   | 90-65-95     |
| Guatemala            | Darlyn Solares Paiz                | 23   | 1,76 m   | 83-63-97     |
| Honduras             | Vanessa Martinez                   | 21   | 1,76 m   | 83-63-97     |
| Nicaragua            | María Gabriela Salgado Flores      | 23   | 1,74 m   | 90-62-90     |
| Panamá               | Alexandra Arosemena                |      | 1,70 m   | 90-62-90     |
| Paraguay             | Maria Jose Lopetegui Boscàn        | 25   | 1,69 m   | 90-60-90     |
| Perú                 | Jasmin Tijero                      | 18   | 1,69 m   | 90-60-91     |
| Puerto Rico          | Schelymar Salgado                  |      | 1,73 m   | 90-62-91     |
| República Dominicana | Melissa Santos D`Auvray            | 18   | 1,76 m   | 90-60-90     |
| Uruguay              | Lucia Pessi                        | 19   | 1,71 m   | 90-62-90     |
| USA Latina           | Nicole Ceballos                    | 20   | 1,73 m   | 90-60-92     |
| Venezuela            | Nacarid Morales                    | 23   | 1,76 m   | 90-60-90     |

## Algunos Datos
Retiros:
- Chile
- Colombia
- México

Regresos:
- Belice
- Puerto Rico
- República Dominicana